# Rindera fornicata
Rindera fornicata är en strävbladig växtart som beskrevs av V.K. Pazij. Rindera fornicata ingår i släktet Rindera och familjen strävbladiga växter. Inga underarter finns listade i Catalogue of Life.